# Perithemis icteroptera
Perithemis icteroptera is een libellensoort uit de familie van de korenbouten (Libellulidae), onderorde echte libellen (Anisoptera).
De soort staat op de Rode Lijst van de IUCN als niet bedreigd, beoordelingsjaar 2007.
De wetenschappelijke naam Perithemis icteroptera is voor het eerst geldig gepubliceerd in 1857 door Selys in Sagra.